# Беркау
Беркау (нем. Berkau) — община в Германии, в земле Саксония-Анхальт. 
Входит в состав района Штендаль. Подчиняется управлению Бисмарк/Кледен.  Население составляет 485 человек (на 31 декабря 2006 года). Занимает площадь 18,93 км².